# Tulipe méridionale
Tulipa sylvestris subsp. australis
Sous-espèce
La Tulipe du Midi, Tulipe méridionale ou Tulipe australe est une petite plante herbacée appartenant au genre Tulipa (les tulipes) et à la famille des Liliacées.
C'est une espèce sauvage, peut-être indigène, qui croît souvent en abondance dans les collines calcaires méditerranéennes, et qu'on retrouve dans les Alpes jusqu'à environ 2 000 m d'altitude.
Considérée comme une sous-espèce de la Tulipe sauvage (Tulipa sylvestris), elle s'en distingue notamment par son habitat et par le fait que ses sépales jaunes sont rougeâtre au revers et ne se courbent pas ou peu vers l’extérieur de la fleur.

## Description

### Écologie et habitat
Plante vivace par son bulbe, présente dans des régions montagneuses ou semi-montagneuses, le plus souvent sur le calcaire. Elle apprécie les lieux rocailleux et arides, les prairies sèches. On la rencontre en Espagne, mais aussi en Afrique du Nord, dans les Apennins et les Balkans, ainsi qu'au Proche-Orient. En France, elle est présente dans les Pyrénées et les Corbières, mais aussi dans le Massif central et les Alpes, où elle monte jusqu'en Savoie et en Suisse.
- Floraison : d'avril à juin
- Pollinisation : entomogame, autogame
- Dissémination : barochore

### Morphologie générale et végétative
Plante géophyte dont les bulbes produisent de longs stolons à l'extrémité desquels se forment de nouveaux bulbes. De hauteur variable selon la pluviométrie, elle peut atteindre de 15 à 50 cm. La tige porte de rares feuilles alternes, étroitement lancéolées à linéaires, d'une longueur de 15 à 20 cm et d'une largeur ne dépassant pas 2 cm.

### Morphologie florale
La fleur est solitaire à l'extrémité d'un pédoncule rougeâtre érigé. La fleur est déjà dressée avant l'éclosion, contrairement à la sous-espèce sylvestris où elle est penchée. Autre différence : alors que sylvestris a ses six tépales entièrement jaunes, les sépales d'australis sont d'un rouge délavé au revers. Les sépales du calice sont plus étroits que les pétales de la corolle, comme chez sylvestris, mais contrairement à ce qui se passe chez cette dernière elles ne se courbent pas vers l'extérieur le plus souvent, ou très peu. Les six tépales se terminent en une pointe portant parfois quelques poils fins. Elle a six étamines jaunes, elles aussi parfois légèrement velues, à anthères jaunes.

### Fruit et graines
Les fruits sont des capsules arrondies (contrairement à sylvestris où elles sont beaucoup plus longues que larges).

## Galerie

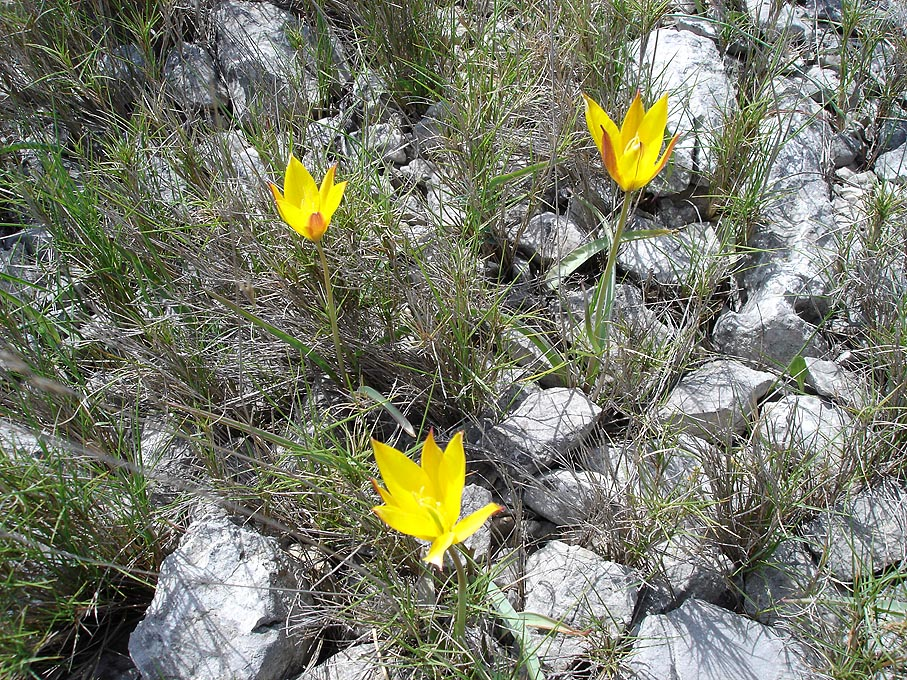
La plante dans son milieu naturel
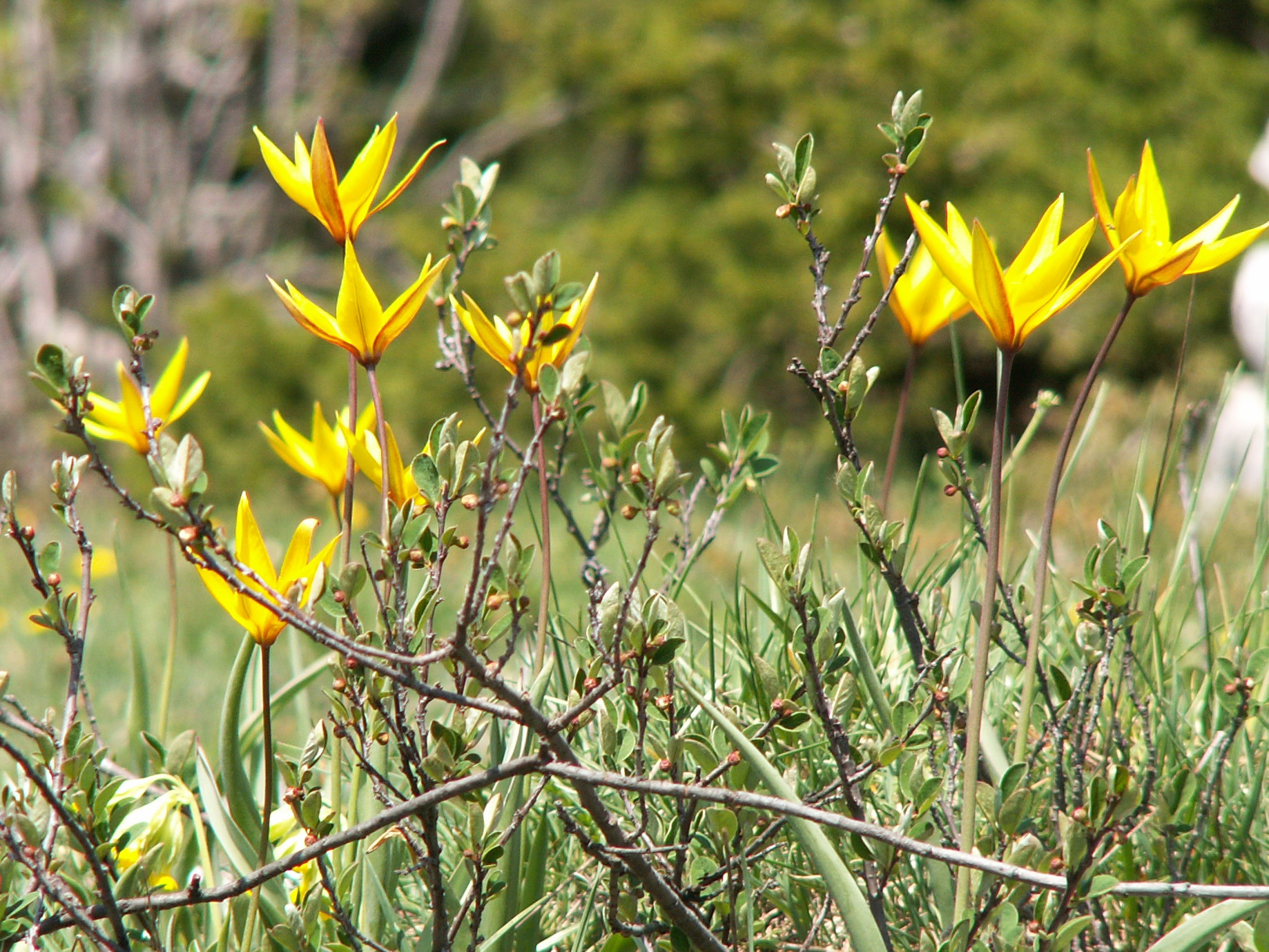